# Madonna z Dzieciątkiem i świętymi (obraz Giovanniego Belliniego)
Madonna z Dzieciątkiem i świętymi – obraz ołtarzowy włoskiego malarza Giovanniego Belliniego.
Obraz w zdecydowany sposób nawiązuje do wcześniejszego dzieła Belliniego Ołtarz św. Hioba. Został namalowany dla kościoła San Zaccaria w Wenecji. Miał być połączeniem czterech różnych światów i tematów: Bizancjum w postaci mozaiki w półkopule, antyku – zdobienia i kapitele kolumn, renesansu ukazany w postaciach i przedstawionej scenie i tematyki chrześcijańskiej. Pierwotnie został namalowany na desce ale został przeniesiony na płótno. W 1797, w wyniku wojen napoleońskich, został przewieziony do Paryża. Po wojnie powrócił na swoje miejsce, a w 1816 został odrestaurowany. Obraz znajduje się w oryginalnej ramie choć w trakcie przewożenia do Luwru został obcięty.

## Opis obrazu
Obraz przedstawia tradycyjną scenę w ujęciu sacra conversazione. Pośrodku, w głębokiej absydowej niszy, na podwyższonym tronie, siedzi Matka Boża. Na rękach trzyma Dzieciątko Jezus, które ma podniesioną dłoń w geście błogosławieństwa. Wokół znajdują się cztery postacie świętych. Po prawej stronie stoi Święta Łucja, trzymająca naczynie w którym znajdują się jej oczy. Atrybut nawiązuje do jej męczeńskiej śmierci ok. 300 roku i do strasznego czynu samookaleczenia. Święta wyłupała sobie oczy by stać się mniej atrakcyjną dla mężczyzn po zesłaniu jej do domu schadzek. Od jej postaci bije jasna poświata co ma nawiązywać do jej imienia – Lux po łacińsku oznacza światło. Obok niej stoi Święty Hieronim czytający Biblię. Jako jeden z Ojców Kościoła, który przełożył Biblię na język łaciński, przedstawiany był ze swoim atrybutem, księgą, symbolizującą również jego wielką mądrość. Święty skierowany jest w stronę widza. Po lewej stronie stoi Święta Katarzyna. Zgodnie z ikonografią chrześcijańską przedstawiona została ze złamanym kołem, który nawiązuje do jej męczeństwa na nabitym gwoździami kole. Obok niej, przodem do widza stoi Święty Piotr. W prawej ręce tradycyjnie trzyma pismo święte a w lewej klucze do bram niebios. Zgodnie z tradycją w scenach sacra conversazione postać stojąca po lewej stronie obrazu nawiązuje kontakt wzrokowy z widzem. Wszystkie postacie są nieobecne, zamyślone. Peter Murray pisał: 

Wszystko zastygło w doskonałym spokoju i zamyśleniu. To dzieło starego człowieka, owoc życia spędzonego na cierpliwych studiach i rozważaniach, dla którego niespieszność i brak skrajności są oznaką doskonałości zarówno zrozumienia, jak przekazu.

U góry, nad Madonną, wisi strusie jajo, co ma symbolizować cykliczność życia wyznaczonej narodzinami i śmiercią. Motyw ten został zaczerpnięty prawdopodobnie z obrazu Piera della Francesca pt. Madonna z Dzieciątkiem w otoczeniu świętych. U dołu tronu siedzi anioł grający na instrumencie. Po prawej stronie na zestawie tronu tzw. cartellino, Bellini podsygnował swoje dzieło: IOANNE BELLINVS MCCCCCV.
Ołtarz w odróżnieniu od swojego poprzednika z San Giobbe lub obrazu ołtarzowego z kościoła Santa Maria Gloriosa dei Frari swój punkt widzenia ma umieszczony wysoko (w obrazie z San Giobbe punkt znajduje się w podstawie obrazu). Dzięki takiemu przesunięciu widać szeroką płaszczyznę posadzki z terakoty przed muzykującym aniołem, który wyznacza wierzchołek lekkiego łuku, przy którym stoją pozostałe postacie.